# Jevgeni Roedakov
Jevgeni Roedakov (Russisch: Евгений Васильевич Рудаков, Oekraïens:  Євген Васильович Рудаков Jevhen Roedakov) (Moskou, 2 januari 1942 –  Kiev, 21 december 2011) was een voetbaldoelman en trainer uit Oekraïne, van Russische origine.

## Biografie
Hij begon zijn carrière bij Torpedo Moskou en speelde het grootste gedeelte van zijn carrière bij Dynamo Kiev. Met deze club won hij zes keer de titel, drie keer de beker en in 1975 de Europacup II en de UEFA Super Cup. In 1971 werd hij zowel Oekraïens voetballer van het jaar als van de Sovjet-Unie.
Hij speelde ook voor het nationale elftal en bereikte de finale met zijn team van het EK 1972. Hij behaalde ook de bronzen medaille op het Olympische Spelen in München.
Na zijn spelerscarrière werd hij trainer en trainde lange tijd Zmina Kiev, een jeugdteam van Dynamo.